# يطروفة دفلية الأوراق
يطروفة دفلية الأوراق (الاسم العلمي:Jatropha neriifolia) هي نوع من النباتات تتبع جنس اليطروفة من الفصيلة الفربيونية.